# Симфония № 11 (Гайдн)
Симфония № 11 ми-бемоль мажор — симфония Йозефа Гайдна, написанная между 1760 и 1762 годами.
Состав оркестра: два гобоя, фагот, две валторны, струнные (1-е и 2-е скрипки, альты, виолончели и контрабасы).
Симфония написана по образцу церковной сонаты (sonata di chiesa), где быстрая первая и медленная вторая части по сравнению с традиционной симфонией изменены местами, что сближает её с написанной в то же время симфонией № 5.

## Структура
1. Adagio cantabile
2. Allegro
3. Minuetto con Trio (средняя часть в си-бемоль мажоре)
4. Presto